# 2300 Jackson Street (singel)
2300 Jackson Street – singel The Jacksons z albumu 2300 Jackson Street. W utworze występują Michael i Marlon, którzy wcześniej opuścili zespół.

## Lista Utworów
1. 2300 Jackson Street
2. When I Look at You

## Notowania
| Lista (1989)                | Najwyższa pozycja |
| --------------------------- | ----------------- |
| Billboard R&B Singles chart | 9                 |
| UK Singles Chart            | 76                |
| Dutch Singles Chart         | 39                |